# Contortatall
Contortatall (Pinus contorta) är ett vanligt barrträd som vilt förekommer i västra Nordamerika. I likhet med de flesta barrträd behåller den sin gröna färg (klorofyll) året runt. Trädet kan bli 30–40 meter högt men är ofta mycket lägre. Dess 3–7 cm långa barr sitter parvis och är ofta skruvade.

## Utbredning
Arten förekommer från i Alberta, Yukon, British Columbia och Northwest Territories i Kanada till Baja California i Mexiko. Den växer i låglandet och i bergstrakter upp till 3350 meter över havet. Contortatall kan bilda skogar där nästan inga andra träd ingår, eller ingå i barrskogar eller blandskogar. Trädet återhämtar sig snabb efter bränder.

## Underarter
Det finns fyra underarter: Pinus contorta latifolia, Pinus contorta contorta, Pinus contorta bolanderi och Pinus contorta murrayana.
P. contorta latifolia kallas vanlig kontortatall eller klipptall och det är denna underart som funnit användning i Skandinavien. P. contorta contorta kallas strandtall (shore pine).

## Sverige
I Sverige har contortatall planterats i betydande omfattning, bland annat för att den växer snabbt. Den uppges växa 40 % snabbare än inhemsk tall på samma mark. Inplanteringen av contortatall i Sverige började i liten skala 1928, då den infördes för skogsbruk. Under 1970-talet utvidgades experimentet och 2011 fanns omkring 600 000 hektar med contortaplanteringar. Den har särskilt planterats i södra Norrland. 2012–2019 har produktionen av contortaplantor i Sverige halverats.
Contortan är en främmande art i Sverige som har fått stor spridning. Den kan utgöra ett hot mot den biologiska mångfalden. Dock har varken EU, Naturvårdsverket eller Skogsstyrelsen listat contortan som invasiv art. Enligt Forest Stewardship Council utgör odling av contorta i Sverige en större ekologisk risk än odling av inhemsk tall och gran. 
Hittills har inte forskningen visat några större skillnader i artrikedom mellan contorta och inhemsk tall, däremot skillnader i  artsammansättning av lavar och skalbaggar.  

## Hot
Lokala beståndet hotas av skalbaggar som skadar barken. Hela populationen anses vara stabil. IUCN listar arten som livskraftig (LC).